# Žabdrang
Žabdrang (tudi Šabdrang; tibetansko ཞབས་དྲུང་, Wylie: zhabs-drung,  dob. »preden se noge nekoga podredijo«) je bil naziv, ki so ga uporabljali ko so omenjali ali naslavljali velike lame v Tibetu, še posebej tistih, ki so imeli dedno rodbino. V Butanu se ta naziv skoraj vedno nanaša na Ngavang Namgjala (1594–1651), ustanovitelja države Butan, ali ene od njegovih zaporednih reinkarnacij.

## Ngavang Namgjal
Rod sega do ustanovitelja države, Ngavanga Namgjala, visokega lame sekte Drukpa iz Tibeta, ki je bil prvi, ki je združil sprta kraljestva v dolini pod enotno vladavino. Sekta Drukpa iz šole tibetanskega budizma Kagju ga spoštuje kot tretjo najpomembnejšo osebnost za Padmasambhavo in Šakjamuni Budo.
Ngavang Namgjal je vzpostavil dualni sistem vladavine v skladu s pravnim kodeksom »Velikega Ča Jiga«. V okviru tega sistema je bila politična oblast dodeljena administrativnemu vodji, Druku Desiju, ki mu je pomagal zbor lokalnih guvernerjev ali ministrov, imenovanih penlopi. Verski voditelj Že Kenpo je imel oblast nad samostanskimi zadevami. Zaporedne inkarnacije Žabdranga naj bi imele končno oblast nad obema sferama.
Vendar pa je po smrti Ngavanga Namgjala leta 1651 oblast dejansko prešla na penlopa namesto na naslednika Žabdranga. Da bi preprečili dinastični boj in vrnitev k vojskovodstvu, so se zarotili, da bodo smrt Žabdranga ohranili v tajnosti 54 let. V tem času so izdajali ukaze v njegovem imenu, v katerih so pojasnili, da je v daljšem tihem umiku. 
Smrt 1. Žabdranga se v sodobnem času praznuje kot butanski državni praznik, ki pade na 3. mesec, 10. dan butanskega koledarja.  

## Naslednji Žabdrangi
Sčasoma so se vladajoče oblasti v Butanu soočile s problemom nasledstva. Da bi nevtralizirali moč prihodnjih inkarnacij Žabdranga, so se Druk Desi, Že Kenpo in penlopi zarotili, da ne bi prepoznali ene osebe, temveč kot tri ločene osebe – inkarnacijo telesa (Ku tulku), inkarnacijo uma (Tu tulku ali Tugtrul) in govorna inkarnacija (Sung tulku ali Sungtrul). Kljub njihovim prizadevanjem, da bi utrdili moč, ki jo je vzpostavil prvotni Žabdrang, je država v naslednjih 200 letih potonila v frakcijske boje. Linija inkarnacij telesa je zamrla sredi 18. stoletja, medtem ko so se um in govorne inkarnacije Žabdrangov nadaljevale do 20. stoletja. Inkarnacija uma je bila tista, ki je bila splošno priznana kot Žabdrang. :26–28
Poleg inkarnacije uma je obstajala tudi vrsta sklicevalcev na govorno inkarnacijo. V času, ko je bila ustanovljena monarhija  leta 1907, je bil Čolej Ješe Ngodab (ali Koglej  Ješej Ngodrap) govorna inkarnacija in je služil tudi kot zadnji Druk Desi. Po njegovi smrti leta 1917 ga je nasledil Čogli Džigmi Tenzin (1919–1949). Naslednji samooklicani naslednik, ki ga butanska vlada ni priznala, je živel v samostanu Tavang v Indiji in je bil med kitajsko-indijsko vojno leta 1962 evakuiran v zahodno Himalajo. :28
V Tibetu je obstajala še ena vrsta trdilcev, da so umske inkarnacije Ngavanga Namgjala, zdaj pa jo zastopa Namkaj Norbu, ki prebiva v Italiji.

## Glavne linije reinkarnacije
| Živel     | ime             | Rojstni kraj         | Reign     |
| --------- | --------------- | -------------------- | --------- |
| 1594—1651 | Ngavang Namgjal | Ralung, Tsang, Tibet | 1616–1651 |

### Žabdrang Tuktrul
"Umske" reinkarnacije Žabdranga.
|     | Živel     | ime                            | Rojstni kraj                                                  | Reign |
| --- | --------- | ------------------------------ | ------------------------------------------------------------- | ----- |
|     |           | neidentificirana reinkarnacija | Göjul, južni Tibet                                            |       |
| 0.  | 1689—1713 | Kunga Gjaltšen                 | Merak Sakteng, vzhodni Butan                                  |       |
| 1.  | 1724—1761 | Džigmi Drakpa I                | Dranang, Tibet                                                |       |
| 2.  | 1762—1788 | Čökji Gjaltšen                 | Jarlung, Tibet                                                |       |
| 3.  | 1791—1830 | Džigmi Drakpa II               | Bumdeling, vzhodni Butan (zdaj Bumdeling Wildlife Sanctuary ) |       |
| 4.  | 1831—1861 | Džigmi Norbu                   | Drametse                                                      |       |
| 5.  | 1862—1904 | Džigmi Čögjel                  | Drametse, vzhodni Butan                                       |       |
| 6.  | 1905—1931 | Džigmi Dordži                  | Dakpo Domkar, vzhodni Butan                                   |       |
| 7.  |           | ?                              |                                                               | n/a   |
| 8.  | 1939—1953 | Džigmi Tendzin Čogaj           |                                                               | n/a   |
| 9.  | 1955—2003 | Džigmi Ngavang Namgjal         |                                                               | n/a   |
| 10. | b.2003    | Džigdrel Ngavang Namgjal       |                                                               | n/a   |

### Žabdrang Sungtrul
"Govorne" reinkarnacije Žabdranga.
|    | Živel     | ime            | Rojstni kraj             | Reign     |
| -- | --------- | -------------- | ------------------------ | --------- |
| 1. | 1706—1734 | Čokle Namgjel  | Dagana, južni Butan      |           |
| 2. | 1735—1775 | Šākja Tendzin  | Kabe, zahodni Butan      |           |
| 3. | 1781—1830 | Ješe Gjeltšen  | Thimphu, zahodni Butan   | 1807—1811 |
| 4. | 1831—1850 | Džigmi Dordži  | Bumthang, osrednji Butan |           |
| 5. | 1851—1917 | Ješe Ngödrap   | Bumthang, osrednji Butan |           |
| 6. | 1919—1949 | Džigmi Tendzin |                          |           |

## Žabdrang odstavljen in izgnan
Leta 1907 so v prizadevanju za reformo nefunkcionalnega sistema penlopi organizirali vzpostavitev butanske monarhije z Ugjenom Vangčakom, penlopom Trongse , ki je bil postavljen kot dedni kralj, s podporo Britanije in proti željam Tibeta. Kraljeva družina je v svojih zgodnjih letih trpela zaradi vprašanj legitimnosti, pri čemer so reinkarnacije različnih Žabdrangov predstavljale grožnjo. Po enem od virov Drukpa je Žabdrangov brat Čoki Gjeltšen (ki je bil v Indiji) izpodbijal nasledstvo kralja Džigmi Vangčaka leta 1926. Govorilo se je, da se je srečal z Mahatmo Gandhijem, da bi pridobil podporo za naslov žabdranga proti kralju. Sedmi žabdrang, Džigmi Dordži je bil nato "upokojen" v samostan Talo in umrl leta 1931, po govoricah zaradi atentata. Bil je zadnji žabdrang, ki ga je Butan priznal; vlada ni priznala kasnejših upravičencev do inkarnacije. :27
Leta 1962 je Džigmi Ngavang Namgjal (svojim privržencem znan kot Žabdrang Rinpoče ) pobegnil iz Butana v Indijo, kjer je preživel preostanek svojega življenja. Do leta 2002 so butanski romarji lahko potovali v Kalimpong, južno od Butana, da bi ga obiskali. 5. aprila 2003 je žabdrang umrl. Nekateri njegovi privrženci trdijo, da je bil zastrupljen, medtem ko se je butanski nacionalni časopis Kuensel potrudil razložiti, da je umrl po daljši bolezni za rakom. 